# Lucía Hiriart
María Lucía Hiriart Rodríguez do Pinochet (Antofagasta, 10 de dezembro de 1923 — Santiago, 16 de dezembro de 2021), foi esposa do ditador Augusto Pinochet e primeira-dama do Chile entre 1973 e 1990.
Casou-se com Pinochet em 1943, com quem teve cinco filhos: Inés Lucía, María Verónica, Jacqueline Marie, Augusto Osvaldo e Marco Antonio.
Morreu em 16 de dezembro de 2021, aos 98 anos.